# Niederwurz
Niederwurz ist eine Ortschaft in der Gemeinde Weitensfeld im Gurktal im Bezirk St. Veit an der Glan in Kärnten. Die Ortschaft hat 0 Einwohner (Stand 1. Jänner 2024). 

## Lage
Niederwurz liegt linksseitig im Gurktal, in der Katastralgemeinde Altenmarkt, gut 3 km nördlich des  Gemeindehauptorts Weitensfeld, oberhalb des Beginns des Eisankgrabens.
Zur Ortschaft gehört die Sonnleitenkeusche (Nr. 3). Die älteren Höfe Allinger, Leitner und Niederwurzer, die einst etwa 300 m südwestlich der Sonnleitenkeusche die Rotte Niederwurz bildeten, existieren hingegen alle nicht mehr. 

## Geschichte
Bei Gründung der Ortsgemeinden Mitte des 19. Jahrhunderts kam Niederwurz an die Gemeinde Weitensfeld. 
Bei der Kärntner Gemeindestrukturreform von 1973 kam Niederwurz an die damals neu errichtete Gemeinde Weitensfeld-Flattnitz, bei deren Auflösung 1991 wieder zur Gemeinde Weitensfeld im Gurktal.

## Bevölkerungsentwicklung
Für die Ortschaft ermittelte man folgende Einwohnerzahlen:
- 1869: 3 Häuser,[2]  27 Einwohner[3]
- 1880: 3 Häuser, 13 Einwohner[4]
- 1890: 3 Häuser, 22 Einwohner[5]
- 1900: 3 Häuser, 18 Einwohner[6]
- 1910: 2 Häuser, 13 Einwohner[7]
- 1923: 2 Häuser, 8 Einwohner[8]
- 1934: 26 Einwohner[9]
- 1961: 1 Haus, 4 Einwohner[10]
- 2001: 1 Gebäude (davon 1 mit Hauptwohnsitz) mit 1 Wohnung; 1 Einwohner und 0 Nebenwohnsitzfälle; 1 Haushalt; 0 Arbeitsstätten, 1 land- und forstwirtschaftlicher Betrieb[11]
- 2011: 1 Gebäude, 0 Einwohner, 0 Haushalte, 0 Arbeitsstätten[12]
- 2021: 1 Gebäude, 0 Einwohner, 0 Haushalte, 0 Arbeitsstätten[13]